# Eleição municipal de São Caetano do Sul em 2020
A eleição municipal de São Caetano do Sul em 2020 ocorreu no dia 15 de novembro em turno único, pois o município possui menos de 200 mil eleitores, não havendo segundo turno mesmo que nenhum candidato a prefeito alcance a maioria absoluta dos votos. Esta cidade paulista possui 161.127 habitantes dentre os quais 142.528 estavam aptos como eleitores para votar para os cargos de prefeito, de vice-prefeito e dos seus 19 vereadores, cujo mandatos se iniciam em 1° de janeiro de 2021 e com término em 31 de dezembro de 2024. 
Originalmente, as eleições ocorreriam em 4 de outubro, porém, com o agravamento da pandemia do novo coronavírus (SARS-CoV-2), causador da Covid-19, as datas foram modificadas com a promulgação da Emenda Constitucional nº 107/2020.

## Candidatos(as) à prefeitura de São Caetano do Sul
| N° | Nome              | Partido | Vice                      | Coligação                                                                                               |
| -- | ----------------- | ------- | ------------------------- | --- |
| 13 | João Moraes       | PT      | Profª Vera Severiano (PT) | Sem coligação                                                                                           |
| 17 | Nilson Bonome     | PSL     | Tatiane Varjão (MDB)      | Aliança por São Caetano - PSL - MDB - PTC - DC                                                          |
| 18 | Casonato          | REDE    | Sara Jane Zanetti (REDE)  | Sem coligação                                                                                           |
| 28 | Thiago Tortorello | PRTB    | Caroline Guerini (PRTB)   | Sem coligação                                                                                           |
| 30 | Mario Bohm        | NOVO    | Andréa Giugliani (NOVO)   | Sem coligação                                                                                           |
| 45 | Auricchio         | PSDB    | Dr. Seraphim (PL)         | A Experiência Que Você Conhece - PSDB - PL - PODE - Cidadania - Avante                                  |
| 50 | Horácio Neto      | PSOL    | Rafa Ensinas (PSOL)       | Sem coligação                                                                                           |
| 55 | Fabio Palacio     | PSD     | Saul Klein (PSD)          | Nossa Cidade do Jeito Certo - PSD - Republicanos - DEM - Solidariedade - PP - PDT - PTB - Patriota - PV |

## Resultados

### Turno único
A eleição em São Caetano do Sul se deu em turno único e teve um total de 107.565 votos em 348 seções com 34.963 abstenções.
O cargo do poder executivo teve 51.782 votos válidos, 4.261 votos em branco e 8.680 votos nulos.
- Auricchio: 42.842 votos (45,28%) eleito sub judice
- Fabio Palacio: 30.404 votos (32,13%)
- Mario Bohm: 8.615 votos (9,10%)
- Thiago Tortorello: 5.606 votos (5,92%)
- Horacio Neto: 4.096 votos (4,33%)
- João Moraes: 1.709 votos (1,81%)
- Casonato: 945 votos (1,00%)
- Nilson Bonome: 407 votos (0,43%)

Os 19 cargos do poder legislativo tiveram 94.450 votos válidos, 3.821 votos em branco e 6.174 votos nulos. Os vereadores eleitos foram:
- Novo ocupantes:
  - Bruna Mulheres Por Direitos (PSOL) - 2.101 votos
  - Gilberto Costa (Avante) – 1.767 votos
  - Professor Ródnei (Cidadania) – 1.450 votos
  - Caio Salgado (PL) – 1.445 votos
  - Matheus Gianello (PL) – 1.394 votos
  - Fabio Soares (PSDB) – 1.370 votos
  - Cicinho (PL) – 1.177 votos
  - Américo Scucuglia (PTB), com 1.093 votos
  - Thai Spinello (Novo) – 835 votos
- Reeleitos:
  - Professor Pio Mielo (PSDB) - 3.008 votos
  - Marcel Munhoz (Cidadania) – 2.540 votos
  - Ubiratan Figueiredo da Ong (PSD) – 1.987 votos
  - Cesar Oliva (PSD) – 1.876 votos
  - Tite Campanella (Cidadania) – 1.678 votos
  - Marcos Fontes (PSDB) – 1.607 votos
  - Daniel Córdoba (PSDB) – 1.355 votos
  - Suely Nogueira (Podemos) – 1.309 votos
  - Parra (Podemos) – 1.160 votos
  - Professor Jander Lira (DEM) – 921 votos